# Cimeše
Cimeše es un pueblo ubicado en el municipio de Bosanski Petrovac, en el cantón de Una-Sana, Bosnia y Herzegovina.

## Superficie
Posee una superficie de 17,10 kilómetros cuadrados.

## Demografía
Hasta 2013 la población era de 27 habitantes, con una densidad de población de 1,6 habitantes por kilómetro cuadrado.